# 21º Jamboree mondiale dello scautismo
Il 21º Jamboree mondiale dello scautismo si è svolto dal 27 luglio all'8 agosto 2007 nel Regno Unito (per la quarta volta dopo i Jamboree del 1920, 1929 e 1957), nazione scelta per festeggiare i cento anni dello scautismo, movimento che è nato nel 1907 nell'isola di Brownsea. Il sito in cui si è svolto l'evento è stato Hylands Park, Chelmsford, Essex, scelto per la facilità di accesso con i trasporti aerei e navali, oltre che per la sua vicinanza a Gilwell Park, importante base scout e centro di formazione capi.
Al campo hanno partecipato circa 38.000 scout provenienti da 158 nazioni diverse tra quelle che possiedono un'organizzazione scout nazionale riconosciuta dall'Organizzazione Mondiale del Movimento Scout (OMMS/WOSM). Durante l'evento si sono registrati anche più di 50.000 visitatori.
Il motto del Jamboree (e di tutto il centenario) è stato "Un mondo una promessa".

## Assegnazione e altre candidature
L'assegnazione del Jamboree al Regno Unito si è tenuta durante la 35ª Conferenza dello scautismo mondiale in Sudafrica nel 1999. Il Regno Unito è stato scelto all'unanimità non essendoci altre candidature ed essendo abbastanza naturale che il centenario fosse festeggiato nella nazione dove nacque lo scautismo.

## Partecipazione

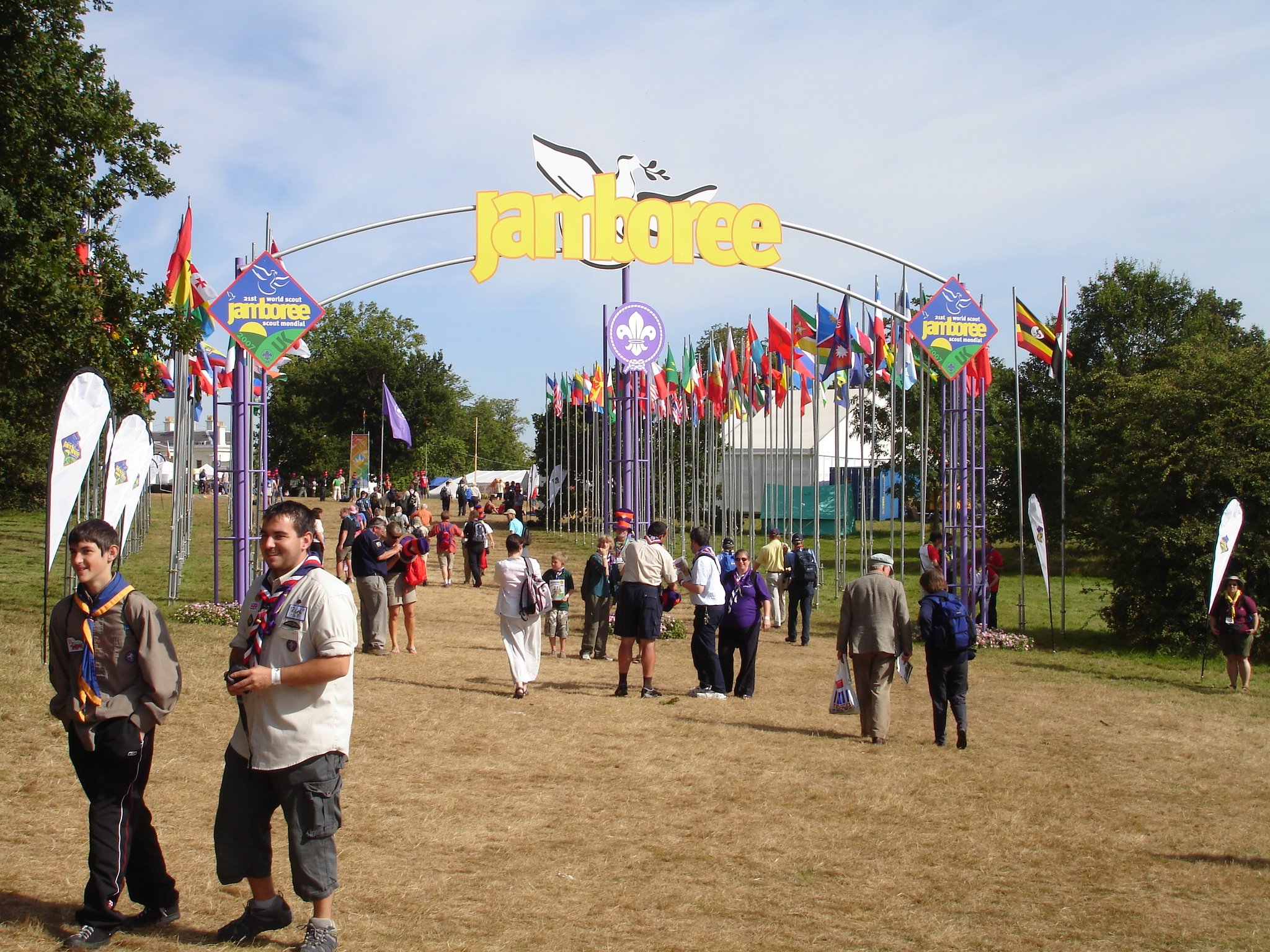
L'entrata principale del 21º Jamboree mondiale

L'evento era aperto a tutti i membri dell'Organizzazione Mondiale del Movimento Scout con età compresa tra i 14 e i 17 anni all'inizio del jamboree (27 luglio 2007). I membri dell'Associazione Mondiale Guide ed Esploratrici (AMGE/WAGGGS) potevano partecipare dietro approvazione delle rispettive organizzazioni affiliate alla WOSM. Le persone desiderose di partecipare sono state scelte dalle rispettive associazioni.
Gli adulti hanno partecipato in qualità di membri dell'International Service Team (Squadra di servizio internazionale), capi contingente, capi reparto, rappresentanti nazionali, collaboratori delle attività esterne (es. Splash! o Gilwell Park), membri del "Jamboree Organizing Team" o membri del "Build Team" (letteralmente "squadra di costruzione").
Il Jamboree era aperto anche a visitatori di qualunque età (ma solo in alcune date, e con un massimo di 10.000 per giorno, per mantenere i limiti di capacità del parco).
L'evento è stato il secondo Jamboree più partecipato della storia con oltre 38.000 partecipanti tra ragazzi e adulti (oltre che migliaia di visitatori), secondo solo al Jamboree del 1929 con 50.000 partecipanti.
Attualmente tutte le nazioni del mondo tranne sei hanno un'organizzazione scout riconosciuta, e tutte queste nazioni hanno mandato scout al Jamboree.

## Organizzazione del campo
Il campo era diviso in 4 campi ognuno dei quali conteneva 4 sottocampi ed un "hub" per le strutture comuni. Ogni sottocampo ospitava 2000 persone (divisi in reparti di 40 persone, 36 ragazzi più 4 capi) e aveva il proprio programma di attività. I campi e i sottocampi erano
- Tropical (tropici)
  - Jungle (giungla)
  - Lagoon (laguna)
  - Mangrove (mangrovie)
  - Rain forest (foresta equatoriale)

- Ocean (oceano)
  - Beach (spiaggia)
  - Harbour (porto)
  - Fjord (fiordo)
  - Atoll (atollo)

- Desert (deserto)
  - Oasis (oasi)
  - Dune (dune)
  - Wadi (uadi)
  - Tundra (tundra)

- Mountain (montagna)
  - Volcano (vulcano)
  - Plateau (altopiano)
  - Glacier (ghiacciaio)
  - Canyon (gola)

Il campo per adulti aveva un hub e tre sottocampi (questi ultimi senza nome), ed era chiuso ai ragazzi:
- Island (isola)

Anche qui vi era un programma di attività rivolte agli adulti in servizio al campo per impiegare il loro tempo libero.